# Редакція (фільм)
«Редакція» (англ. The Editorial Office) — комедійно-драматичний фільм 2024 року режисера Романа Бондарчука спільного виробництва України, Німеччини, Чехії та Словаччини та з Дмитром Багненком, Жанною Озірною, Риммою Зюбіною й Андрієм Кирильчуком у головних ролях. Фільм зображує молодого хлопця, на ім'я Юра, який розслідує підпали лісів у Херсонській області. Світова прем'єра відбулася 16 лютого 2024 року. Прем'єра фільму в Україні запланована на 7 листопада 2024 року, дистриб'ютором кінострічки є компанія Артхаус Трафік.

## Сюжет
Молодший співробітник краєзнавчого музею Юра вирушає в експедицію на пошуки рідкісного ховраха, але випадково стає свідком підпалу лісу. Він приносить фотографії підпалювачів у редакцію місцевої газети та, через збіг обставин, залишається там працювати. З кожним новим редакційним завданням Юра дедалі більше розуміє, що реальність зовсім не відповідає тому, що пишуть у газетах. Він починає власне розслідування, намагаючись з'ясувати, кому вигідні підпали й чому горять ліси.

## Акторський склад

### Головні ролі
- Дмитро Багненко — Юра
- Жанна Озірна — Лера
- Римма Зюбіна — мати
- Андрій Кирильчук — Руслан
- Василь Кухарський — бджоляр
- Олександр Шмаль — Михайло
- Олександр Ганноченко — головний редактор газети
- Максим Курочкін — головний редактор газети

### Другорядні ролі
- Сергій Степанський — Антон
- Сергій Михайловський — Василь Сіренький
- Анастасія Капшученко — Ніка
- Артем Каратаєв — Женя
- Джоель Кеннет Ракос — Боб Траск
- Сергій Малюга — політехнолог
- Галина Кобзар-Слободюк — директорка музею
- Олександр Свиридов — військовий
- Олександр Зяцков — військовий
- Ярослав Зубченко
- Віталій Бородінов
- Олена Головачова
- Олена Ізмалкова
- Євдокія Королевська
- Людмила Курченко
- Георгій Шергуля
- Валентина Поляк
- Віктор Ковбаса
- Альона Серебринська
- Ірина Михайлова
- Наталія Ніколенко
- Микола Степаненко
- Олександр Юдін
- Ольга Пащенко
- Юлія Палваль
- Сергій Брудеров
- Лілія Гусарова
- Олена Клименко
- Єгор Єгоров
- Ольга Єгорова
- Валерія Липа
- Оксана Ніколаєнко
- Григорій Янченко
- Тетяна Симон
- Микола Харков
- Михайло Прокопчук
- Михайло Новицький
- Вікторія Новицька
- Ірина Макарова
- Ліліана Штригель
- Кирило Доценко
- Сергій Іванов — журналіст

## Знімальна група
- Режисери-постановники: Роман Бондарчук
- Сценаристи: Алла Тютюнник, Роман Бондарчук, Дар'я Аверченко
- Оператори-постановники: Вадим Ільков
- Художники-постановники: Кирил Шувалов
- Композитори: Антон Байбаков
- Звукорежисери: Сергій Степанський
- Режисери монтажу: Віктор Онисько, Нікон Романченко
- Художники з костюмів: Софія Дорошенко
- Художники із гриму: Оксана Підопригора
- Режисери: Анастасія Ямщикова
- Кастинг директори: Тетяна Симон
- Продюсери: Дар'я Бассель, Дар'я Аверченко, Таня Георґієва-Вальдхауер, Катаріна Крнакова, Дагмара Седлачкова
- Виконавчі продюсери: Віка Хоменко
- Лінійні продюсери: Саша Кравченко

## Робота над фільмом
Режисер монтажу фільму Віктор Онисько пішов добровольцем на фронт, брав участь у звільненні Херсонщини, та інших боях і загинув в бою у грудні 2022 року.
. Згодом був поранений і помер Василь Кухарський, виконавець ролі бджоляра. 

## Прем'єра
16 лютого 2024 року відбулася світова прем'єра фільму «Редакція» на Берлінському міжнародному кінофестивалі (Берлінале). У квітні відбулися два покази стрічки у Чехії з чеськими та англійськими субтитрами — 8 квітня у Празі та 10 квітня у Градець-Кралове. Також фільм був представлений у липні на кінофестивалі «Нові горизонти» в Польщі. Окрім того, 12 липня фільм представили на ірландському кінофестивалі Galway Film Fleadh. Розповсюдженням фільму на території України займається кінодистриб'юторська компанія Артхаус Трафік, прем'єра запланована на 7 лютого 2024 року.

## Нагороди
- 2020: Приз від телеканалу «Україна» у Пітчингу Одеського міжнародного кінофестивалю.